# テクノ (ダンスミュージック)
音楽におけるテクノ（英: Techno）は、電子楽器を多数使用したジャンルを指す音楽用語である。テクノという音楽用語の使用は早く、1970年代後半には早くも西ドイツのクラフトワークの音楽についてテクノとの形容がなされている。21世紀のテクノは、1980年代のアメリカ北部を発祥とするEDMジャンルを直接のルーツと解釈している。テクノ・ポップ、デトロイト・テクノ、エレクトロニック・ダンス・ミュージック(EDM)などは、いずれもテクノのジャンルの中に含まれる。

## 概要
テクノ音楽の前史としては、1972年のホットバターとポップコーン・メイカーズの競作となった「ポップコーン」や、ジョルジオ・モロダーが作曲したチッコリー（チッコリー・チップ）の「恋の玉手箱」があげられる。また、クラフトワークやグルグル、カン、ノイ、タンジェリン・ドリームなど、西ドイツで生まれた電子音楽である「テクノ」、「テクノポップ」も、やはり初期のテクノ音楽の例である。
また、YMO、ヒカシュー、プラスティックスなどのポップな電子音楽である「テクノポップ」は、もともとは日本独自の音楽用語だったが、クラフトワークが『テクノ・ポップ』(1986)という題名のアルバムを発表してからは、外国でもこの用語が使用されるケースが増えた。

## 歴史

### 黎明期
音楽プロデューサーのジョルジオ・モロダーは、1970年代後半には、反復的なダンス・リズムにシンセサイザーを使用していた。1976年にドナ・サマーのために制作された彼のトラック『I Feel Love』は、一般的なハウス・ミュージックとエレクトロニック・ダンス・ミュージックのルーツと見られている。1980年初頭、アメリカのシカゴでは、その大半がゲイの黒人で占められるクラブにおいてDJによるダンス・ミュージックのさまざまな実験的DJプレイが試されていた（「ハウス・ミュージック」を参照）。そのような中、それまでのダンス・ミュージックの歴史にはみられなかった画期的な出来事が起こっていた。音楽作成の素人であるDJや、作曲の知識がなく楽器の演奏もできないクラブ通いの少年たちがDIYでレコードを作り始めたのだった。それは当時DJプレイでも使われていたドラムマシンの単調な反復のビートの上に、彼らの好きなレコードからベースラインやメロディを持ってきて組み合わせるという非常に稚拙なつくりではあったが、シカゴのDJたちはこぞってそれらのレコードを採用した。こうしたいわゆる「シカゴ・ハウス」や、そのサブジャンルであり偶然に生まれた「アシッド・ハウス」によるムーブメントが当時の地元シカゴでは隆盛を極めていた。
1980年代前半から中盤にかけ、シカゴに隣接する都市であり、同じく黒人音楽の伝統を持つデトロイトでもシカゴとデトロイトを行き来する人々によりこのシカゴ・ハウスが持ち込まれ、新しい音楽の運動が生まれてくる。この音楽成立に関わった主なアーティストとしては、同じ学校に通っていた音楽仲間でありDJ集団も組んでいたホアン・アトキンス、デリック・メイ、ケヴィン・サンダーソンらの、いわゆる「ビルヴィレ・スリー」（3人の出会った場所が地元デトロイトのビルヴィレ地区であったため名づけられた）が挙げられる。彼らの音楽はシカゴ・ハウスの影響を受けつつも、従来のハウス・ミュージックが持つ享楽性に対し厳しい現実を反映したシリアスな音楽を志向し、音楽雑誌の取材時にはより政治的・思想的な側面を打ち出していた。特に第一人者であるホアン・アトキンスはその時すでにエレクトロのユニットの活動を通して一定の名声を得ており、テクノロジーの上では電子的な音のギミックやベースラインを、思想としてアフロ・フューチャリズムと呼ばれる黒人特有のSF・未来志向を強調していた。
ハウス・ミュージックに触れる以前のデトロイトの音楽的環境については、デトロイトには基本的にクラブのシーンがなかったので、人々が音楽に触れることの多くは地元の著名なラジオDJ、エレクトリファイン・モジョによるラジオのプログラムを通じてであった。デトロイトにおいて電子音楽の影響が見られるのは、彼独特のセンスで選んだヨーロッパの電子楽器を使った音楽を好んで流していたためとされる。

### 隆盛期
1980年代にはポール・ハードキャッスル「19」や、マーズ「パンプ・アップ・ザ・ヴォリューム」などのヒットが生まれた。1988年、デトロイト発のレコードのヒットに目をつけたイギリスのヴァージン・レコードにより、その傘下から編集盤アルバムが発売されることとなり、広報の一環としてイギリスの雑誌『ザ・フェイス』内でデトロイトの特集記事が組まれた。取材の中でインタビュアーが「あなた方の音楽をどう呼んだらいいのか」と問い掛け、それに対しホアン・アトキンスが「おれたちはテクノと呼んでいる」と答える。アルバムにはインタビューの内容と同期するタイトルがつけられ、「テクノ! ザ・ニュー・ダンス・サウンド・オブ・デトロイト」（英:Techno! - The New Dance Sound Of Detroit）は発売された。このアルバムはヒットし、さらにシングル盤として分けられたインナー・シティの「ビッグ・ファン」（英:Big Fun）はイギリスのダンスチャートのトップ10にランクインし、全世界で600万枚の大ヒットを記録した。
1988年〜1991年にかけてイギリス北部でセカンド・サマー・オブ・ラヴと名づけられたドラッグとアシッド・ハウスが結びついたムーヴメントが発生する。その際シカゴ産のアシッド・ハウスの流行とともにデトロイト産のテクノも渾然一体となりイギリスへと流れ込み、ムーヴメントの初期から使われていた。この流れはイギリスからヨーロッパ全土へと徐々に拡大して行き、激しいスタイルを持った4つ打ちの音楽はそれぞれの地において地元の文化と融合し（ハードコア、ジャーマントランス、ガバ）、またはトランスなどの新たな音楽も生まれた。少しずれるがイギリスでは1990年代に入ると大規模なレイヴの頻発とその要望により、主に大げさな音色と速めのブレイクビーツを使った音楽も生まれている。こうして1990年代初期にはテクノはヨーロッパで刺激的な音を持つ先鋭的なダンスミュージックというイメージとともに定着していった。テクノはこの様な発展の経緯により、発祥の国アメリカではアンダーグラウンドな音楽のままにおかれ、むしろヨーロッパの国々に広く親しまれているといった状況にある。
上記のようにそもそもテクノはシカゴ・ハウスの影響を通じて生まれてきた。もともとハウス・ミュージックにはあまり存在していなかった電子音を押し出していたホアン・アトキンスの一連の作品を除いては、音楽的にハウス・ミュージックの範疇から外れることはなかったといわれる。それが区別されるようになったのは、なによりイギリスのレコード会社と契約した後のマーケティング戦略の力であった。
1989年に、テクノ・ラップ・ユニットのテクノトロニックが「Pump Up The Jam」を発売すると世界的なヒットとなった。このヒットでニュービートの影響下にあるベルギーのテクノが世界中に知れ渡ることになった。これ以降、ベルギーはテクノで有名となった。1990年、ヨーロッパでレイヴが続いていたころ、より刺激的な音を持つテクノとみなされたレコード、代表的なところではニューヨークのジョーイ・ベルトラムによる「エナジー・フラッシュ」（英:Energy Flash）やアンダーグラウンド・レジスタンス（UR）の作品などが続けざまに発売されヨーロッパへ流れ込み大きな衝撃を持って迎えられた。
1992年、こうしたいわゆるヨーロッパのレイヴ後に登場したテクノの特徴をさらに推し進めたものとしてハード・ミニマルがある。その代表的なアーティストとしてはダニエル・ベルやジェフ・ミルズの名が挙げられる。ミルズもまた他のデトロイトのアーティストと同じくヨーロッパにDJのため回っていた一人であり、ハードテクノでヨーロッパに影響を与えていたURの元一員でもあった。「それまでほとんどミニマルと呼ばれる音楽は聴いたことがなかった」と語る彼は、DJプレイを続けているうちにこのスタイルにたどり着いたという。極端に音数を減らした自身の曲を多用しながら、4つ打ちやパーカッションのみで構成されたレコードを次々と切り替えてDJを行うスタイルは、他のDJに影響を与えた。
その後もこういったダンス・ミュージックがかけられる場の人々の欲するままに、テクノにラテンの雰囲気が取り入れられたり、また楽曲のPC作成が進み、より複雑な音のサンプリングの切り貼りが強調され、さらにはミニマルが洗練されてハウス・ミュージックに近づくなど、さまざまな要素を取り込みながら試行錯誤を繰り返しつつ現在へと至った。2000年代以降には、ムーディーマンやセオ・パリッシュなどの、新しい世代のミュージシャンも登場してきている。

## 語源
テクノの第一人者であり名付け親でもあると自称するホアン・アトキンスが、未来学者アルヴィン・トフラーによる著書『第三の波』（1980年発行）の文中より「テクノレベルズ」（英:Techno-rebels）という造語に触発を受け、そこから自身の曲名などとして使っていたことに由来する。テクノというジャンル名が定着する以前には、単にハウス・ミュージック、または地名からデトロイトのハウス・ミュージックと自他共に呼んでいた。

テクノ音楽とトフラーは関係ないが、トフラーは産業革命以降の重厚長大産業の大企業が中心の社会を第二の波とし、新しい技術革新の流れを第三の波とした。彼は次々と生まれる革新的かつ、人類にとって危険ともなりうる新しい技術を野放しにせず、それに対しての管理を主張し使いこなす人々のことを「第三の波の代理人」にして「次の文明の先導者」と呼び、ある意味で逆説的にも聞こえる「技術に対する反逆者たち」と名づけた。
一方で、世界で初めてテクノと言う単語を電子音楽に当てはめたのは、クラフトワークらが活躍していた1978年に、日本の阿木譲が名付け親になったとする説もある。阿木が命名したのは「テクノポップ」 (Techno Pop) だが、ホアン・アトキンスが初めて"Techno"という言葉を自曲に使用したのは、阿木の命名から6年後、イエロー・マジック・オーケストラの「テクノポリス」 (Technopolis) から5年後にあたる、Cybotron名義の1984年のシングル「Techno City」である。

## 日本のテクノ・シーン
1993年、日本人アーティストのケン・イシイが学生時代に制作したデモテープがベルギーの有力なレーベルR&Sに採用される。彼による1993年の「Pneuma」や1995年の「EXTRA」はヨーロッパの音楽雑誌のヒットチャートにも登場し、日本発の初めてのテクノの成功者と言える。また1993年から1995年にかけて、日本国内でもテクノやいわゆるIDMのレーベル活動が始まった。代表的なレーベルとしてサブライム・レコーズ（Sublime Records）、フロッグマン・レコーズ（Frogman Rrecords）、サブボイス（Subvoice）、とれまレコード（TOREMA RECORDS）、サイジジー・レコーズ（Syzygy Records）などが挙げられる。1994年、それに答えるかのように大手レコード会社のソニー・ミュージック（Sony Music Entertainment (Japan) Inc.）から「ソニーテクノ」と名づけられたプロジェクトによりヨーロッパのテクノのレーベルの音源のライセンスが獲得され国内で販売された。翌年の1995年、今度は出版界からテクノ専門雑誌「ele-king」という雑誌も発行された。ソニーテクノ、ele-king共に1990年代末には終息している。デトロイト・テクノ第二世代のジェフ・ミルズが東京在住な事もあり、オーケストレーションでのテクノブームも起こりつつある。

## 主なテクノ・アーティスト
デトロイト・テクノ
- ムーディーマン
- ホアン・アトキンス（Cybotron、Model500）
- デリック・メイ（Rhythim Is Rhythim）
- ケビン・サンダーソン（インナー・シティ）
- アンダーグラウンド・レジスタンス
- マイク・バンクス
- カール・クレイグ

ミニマル・テクノ
- ジェフ・ミルズ
- リッチー・ホゥティン
- リカルド・ヴィラロボス

アンビエント・テクノ
- ジ・オーブ
- エイフェックス・ツイン
- ブラックドッグ
- オウテカ
- LFO
- ボーズ・オブ・カナダ
- オービタル
- B12

ジャーマン・テクノ
- ハードフロア
- クラフトワーク
- タンジェリン・ドリーム
- DJ Hell
- ポール・ヴァン・ダイク
- マイク・ヴァン・ダイク
- トーマス・シューマッハ
- エレン・エイリアン
- ダレン・エマーソン
- マーク・トローネ

フレンチ・テクノ
- チェロキー（フランス）
- ローラン・ガルニエ
- テクネイジア

UKテクノ
- LFO
- ファット・ボーイ・スリム
- ケミカル・ブラザーズ
- プロディジー
- ア・ガイ・コールド・ジェラルド
- CJボーランド
- ルーク・スレーター

日本のテクノ
- 電気グルーヴ
- ピエール滝
- 石野卓球
- 砂原良徳
- ケン・イシイ
- 田中フミヤ
- 金森達也（DJ SHUFFLEMASTER）
- Subvoice
- DJ WADA
- DJ TASAKA
- DJ SODEYAMA
- RIOW ARAI